# Wyzwalacz napięciowy
Wyzwalacz napięciowy – wyzwalacz zasilany ze źródła napięciowego.
W Polsce zwyczajowo przyjęto podział wyzwalaczy napięciowych na dwie grupy: wyzwalacze wzrostowe i zanikowe. Jest to podział nieformalny poza systemem norm.
- Wyzwalacze wzrostowe reagują przy zasileniu wyzwalacza (wzroście napięcia).
- Wyzwalacze zanikowe  reagują przy wyłączeniu napięcia zasilania (zaniku napięcia).